# Khold
Khold est un groupe de black metal norvégien, originaire d'Oslo. Il est formé en 2000 après la scission du groupe Tulus.

## Biographie
Le groupe est formé en 2000 à Oslo par Sarke (batterie) et Gard (chant, guitare). Tous deux viennent du groupe Tulus. Ils recrutent ensuite Rinn (guitare) et Eikind (basse). Une démo est enregistrée, et Khold signe à la fin de 2000 avec le label Moonfog.
Le premier album de Khold, Masterpiss of Pain, est publié en 2001. Plus tard dans l'année, Khold tourne en Europe en soutien à l'album. Le deuxième album de Khold, Phantom, est publié en 2002 au label Moonfog Productions de Satyr du groupe Satyricon. La même année, Khold se joint à Satyricon en tournée, et pendant six semaines en Europe l'année suivante. À la fin de 2003, Khold enregistre son troisième album Mørke gravers kammer, qui comprend la chanson Død. L'album est publié en 2004 au label Candlelight Records. L'année suivante, le groupe part en tournée. Les albums Phantom et Mørke gravers kammer sont nommés pour le prix Alarm.
En 2005, Khold enregistre son quatrième album, Krek, publié le 10 octobre chez Tabu Records. En 2006, l'activité de Khold est mise en suspens pendant une durée indéfinie. Khold revient le 9 juin 2008 avec un nouvel album, Hundre År Gammal.
Après leur retour sur scène en 2011 au festival Wacken Open Air, Khold joue pendant quelques festivals annuellement.
En 2014, Khold publie l'album Til endes à leur nouveau label, Peaceville Records.

## Membres

### Membres actuels
- Gard – chant, guitare
- Rinn – guitare
- Crowbel – basse (depuis 2013)
- Sarke – batterie
- Hildr – paroles

### Anciens membres
- Eikind – basse (2000–2002)
- Brandr – basse (en concert en 2002)
- Sir Graanug – basse (sur l'album Phantom)
- Grimd - basse (2002–2012)

## Discographie
- 2001 : Masterpiss of pain
- 2002 : Phantom
- 2004 : Mørke gravers kammer
- 2005 : De dødes tjern (EP)
- 2005 : Krek
- 2008 : Hundre År Gammal
- 2014 : Til endes
- 2022 : Svartsyn
- 2024 : Du Dømmes Til Død